# Lulu.com
Lulu.com — интернет-издание, предоставляющее печать по требованию книг и их распространение.
Основателем и генеральным директором компании является Боб Янг известный также как соучредитель Red Hat. Штаб-квартира находится в городе Моррисвилль, Северная Каролина.

## Услуги
С 2002 по 2013 год включительно было напечатано около двух миллионов книг.
Lulu.com печатает и продаёт книги на любых языках, описание книги также можно сделать на любом языке; выпускает книги в печатном и электронном виде. Печатные книги доступны в различных форматах и размерах, включая мягкий и твёрдый переплёт, а также чёрно-белый или полный цвет. Книги рассылаются по всему миру, печатаются в нескольких странах, включая Францию, Польшу, Австрию, Британию, Канаду и США.
Авторы самостоятельно загружают свои файлы. Авторское право на произведения, загруженные и распространяющиеся через Lulu.com, остаётся за автором.
Материал представлен в цифровом виде для публикации.
Авторы могут потом купить копии своей книги и/или сделать его доступным для покупки в интернет-магазине Lulu.com. Книги можно также сделать доступными в интернет-магазинах Amazon.
Предоставляется бесплатный международный стандартный книжный номер (ISBN).

## Проекты
- Lulu Jr. позволяет детям издавать свои книги.
- Print Wikipedia —  в рамках этого проекта в Lulu.com загружена и доступна для печати Википедия.